# Bløddyr
Bløddyr (Mollusca) er en række af hvirvelløse dyr; dvs. dyr uden rygrad. Bløddyr er karakteriseret af en elastisk kappehule, der aktivt udskifter vandet i kappen hos primitive bløddyr, og hos de andre bløddyr i gællerne. Landsnegle (Stylommatophora) har videreudviklet deres gæller til lunger, hvor kappehulen ventilerer disse. Muslinger anvender kappehulen til at filtrere det omgivende vand for føde. De fleste anvender sifoner (rør) til ind- og udpumpning. En østers kan fx pumpe en liter vand i timen. Blæksprutter anvender kappehulen til jetfremdrift og kan ved at dreje tragten manøvrere.
Nogle bløddyr er omgivet af en skal eller et hus af kalk, som muslinger, de fleste snegle, nautiler og uddøde blæksprutter. Bløddyr kan også have en raspetunge (radula) til at sønderdele fødeemnet. Bløddyr anvender deres fod på forskellige måder. Snegle bevæger sig oftest på deres fod, der suger sig til underlaget. Vingesnegle svømmer med deres omdannede fod, fastsiddende muslingers fod er rudimentær, mens andre muslinger graver med foden. Søtænder graver ligeledes med foden. Blæksprutter er de mest avancerede bløddyr; de har en stor hjerne, veludviklede øjne og arme med sugekopper. 
Størstedelen af bløddyr er marine, men der er mange limniske muslinger og snegle – kun snegle er terrestriske. 

## Klassifikation
Række: Mollusca
- Klasse: Aplacophora (Ormebløddyr)
- Klasse: Polyplacophora (Skallus)
- Klasse: Monoplacophora (Urbløddyr) Fundet levende i 1952 af Galathea 2.
- Klasse: Gastropoda (Snegle)
- Klasse: Cephalopoda (Blæksprutter)
- Klasse: Bivalvia (Muslinger)
- Klasse: Scaphopoda (Søtænder)